# Friedrich von Parsberg (Eichstätt)
Ne doit pas être confondu avec Friedrich von Parsberg, évêque de Ratisbonne de 1437 à 1450.
Friedrich von Parsberg ou Friedrich von Beratzhausen (mort le 28 juin 1246) est prince-évêque d'Eichstätt de 1237 à sa mort.

## Biographie
Friedrich von Parsberg vient de la maison de Parsberg (de). Dans les sources, l'évêque apparaît à la fois comme de Berhardeshusen et de Parsperc.
Friedrich von Parsberg est nommé chanoine d'Eichstätt en 1229.
Il apparaît comme évêque lors d'un synode provincial à Mayence, où il exige un soutien contre le comte Gebhardt IV von Dollnstein-Hirschberg (de), ses ministériels et les citoyens d'Eichstätt qui se sont joints à lui. Le comte était déjà en conflit avec son prédécesseur Heinrich von Ravensburg qui avait prononcé l'excommunication ; le pape Grégoire IX s'y était opposé, car elle n'était pas de sa souveraineté. Le roi Conrad IV de Hohenstaufen confirme en 1237 à Haguenau que les personnes excommuniées ne peuvent pas être hypothéquées, ce qui est un soutien à l'évêque. La faction du comte avait apparemment été si forte que, avant le synode, ils avaient chassé l'évêque d'Eichstätt avec ses disciples spirituels, choisi des laïcs pour leur succéder et pillé la sacristie de la cathédrale. Après le meurtre du comte Gebhard III. von Dollnstein-Hirschberg lors du siège du château de Nassenfels (de), propriété de l'épiscopat, le comte Gebhardt IV finit par faire des concessions à l'évêque en 1245.
En 1240, Albert Behaim (de) charge Friedrich von Parsberg d'imposer l'interdiction à Nuremberg, Weissenburg et Greding faite à l'empereur Frédéric II d'envoyer des troupes auxiliaires en Italie. Comme d'autres évêques, il tente de faire la médiation entre l'empereur et le pape, quand le séjour de Conrad IV à Nördlingen offre une opportunité. Mais l'évêque ne répond pas aux nouvelles demandes d'Albert Behaim, il est menacé d'excommunication et un peu plus tard le chapitre de la cathédrale d'Eichstätt parce qu'il a aidé l'évêque. Cependant, l'excommunication n'a pas eu de conséquences graves au cours de la période qui suit.
La dalle funéraire érigée aujourd'hui est retrouvée sous le parquet de la chapelle Saint-Jean. Elle n'est réalisée que vers la fin du XVIe siècle.